# Aplocheilichthys pumilus
Aplocheilichthys pumilus és una espècie de peix pertanyent a la família dels pecílids.

## Descripció
- Pot arribar a fer 5,5 cm de llargària màxima (normalment, en fa 5).[5][6][7]

## Hàbitat
És un peix d'aigua dolça, bentopelàgic i de clima tropical (24 °C-26 °C).

## Distribució geogràfica
Es troba a Àfrica: el llac Tanganyika i els seus afluents a Tanzània, Burundi, Ruanda, Zàmbia i la República Democràtica del Congo.

## Vida en captivitat
S'adapta bé a viure dins d'un aquari.

## Observacions
És inofensiu per als humans.